# Castelo Carrick
O Castelo Carrick (em inglês:  Carrick Castle) é uma torre medieval localizada em Argyll, Escócia.
Encontra-se classificada na categoria "A" do "listed building" desde 20 de julho de 1971.